# Maumeta (Remexio)
Maumeta ist ein osttimoresischer Suco im Verwaltungsamt Remexio (Gemeinde Aileu).

## Geographie
Maumeta liegt im Südwesten des Verwaltungsamts Remexio. Nördlich liegt der Suco Fahisoi, nordöstlich der Suco Fadabloco und östlich der Suco Hautoho. Südlich liegt das Verwaltungsamt Lequidoe mit seinem Suco Fahisoi. Im Westen grenzt Maumeta seit der Gebietsreform von 2015 an das Verwaltungsamt Aileu mit seinem Sucos Fahiria. Die Südgrenze bildet der Fluss Tatamailiu, einem Teil der Nordgrenze folgt der Ai Mera Die Flüsse gehören zum System des Nördlichen Laclós. Maumeta hat eine Fläche von 11,21 km². Der Suco teilt sich in die drei Aldeias Aibana, Aitoi und Tuqueu (Tukeu).
Den Westen von Maumeta durchquert die Überlandstraße von der Landeshauptstadt Dili im Norden nach Namolesso im Süden. An der Straße liegt das Dorf Aitoi. Von hier aus muss man über den Suco Fahisoi fahren, um zu den Dörfern Tuqueu und Aibana im Osten zu gelangen. Tuqueu, der Hauptort des Sucos wird nach ihm manchmal auch „Maumeta“ genannt. Neben dem Sitz des Sucos befinden sich hier eine Grundschule, eine Kirche und ein Hospital.

## Einwohner
Im Suco leben 622 Einwohner (2022), davon sind 321 Männer und 301 Frauen. Im Suco gibt es 115 Haushalte. Über 50 % der Einwohner geben Mambai als ihre Muttersprache an. Etwas unter 50 % sprechen Tetum Prasa.

## Politik
Bei den Wahlen von 2004/2005 wurde Moises Carvalho zum Chefe de Suco gewählt. Bei den Wahlen 2009 gewann Filesberto Martins und 2016 Joaquim de Carvalho.